# Clytia hemisphaerica
Clytia hemisphaerica é uma espécie de cnidário da classe Hydrozoa. Vem sendo utilizado como organismo-modelo em diversos estudos de desenvolvimento embrionário, expressão gênica e regeneração.

## Taxonomia
A espécie foi descrita por Lineu originalmente como Medusa hemisphaerica, em 1767, baseado em indivíduo da Bélgica. Este passou a ser considerado um basônimo não aceito, quando a espécie foi transferida para o gênero Clytia.
Assim como outras espécies de Clytia, há controvérsias sobre a classificação dos seus indivíduos. Espécimes identificados como C. hemisphaerica já foram reidentificados como Clytia elsaeoswaldae, mostrando que pode haver confusão entre as espécies.

## Biologia
C. hemisphaerica tem distribuição cosmopolita.
Após a fecundação, o zigoto se desenvolve numa larva plânula, que se fixa a um substrato, e se desenvolve em pólipo. Esses pólipos se reproduzem assexualmente, produzindo medusas livre-natantes. O ciclo leva de 6 a 8 semanas. As medusas adultas chegam a 20 mm de diâmetro, com até 32 tentáculos.

A espécie é interessante para estudos em neurociência devido ao seu tamanho reduzido, que permite que uma medusa inteira caiba em uma lâmina de microscópio. O corpo ser transparente também facilita a observação de seus neurônios, que não possuem centralização em um "cérebro".